# Diego Carlos Seyfarth

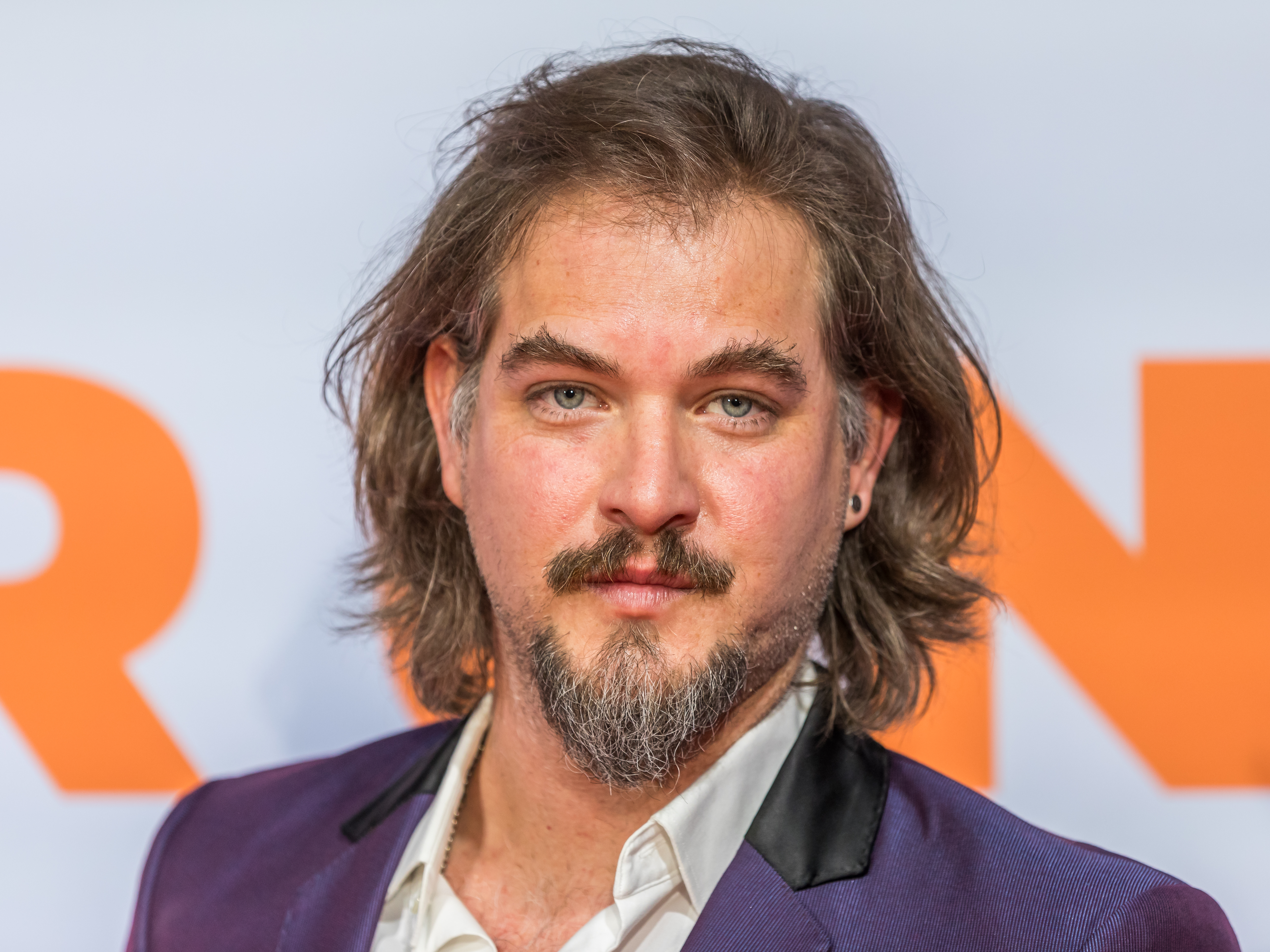
Diego Carlos Seyfarth, 2024

Diego Carlos Seyfarth (* 7. Dezember 1984 in Lima, Peru) ist ein peruanisch-deutscher Schauspieler.

## Leben
Diego Carlos Seyfarth wurde als Sohn deutscher Auswanderer in Peru geboren. Seine nach Südamerika ausgewanderten deutschen Vorfahren stammten aus Hamburg und Köln. Er wuchs in Lima auf, wo er eine katholische Jungenschule besuchte. Nach dem Schulbesuch kam er im Jahr 2002 nach Deutschland; zuvor hatte er ein halbes Jahr beim Goetheinstitut in Lima die Grundlagen der deutschen Sprache erlernt. Er leistete seinen Zivildienst in einem Altenheim in Bonn und absolvierte eine Ausbildung zum Hotelkaufmann.
2008 begann er seine Schauspielausbildung bei der Schauspielschule Siegburg; in dieser Zeit spielte er bereits Theater bei der Studiobühne Siegburg. Von September 2010 bis Juni 2014 absolvierte er dann seine Schauspielausbildung an der Alanus Hochschule für Kunst und Gesellschaft, die er mit dem Schauspiel-Diplom abschloss. 2013 spielte er in der Abschlussinszenierung verschiedene Rollen, u. a. einen Macho in The Songs of Tom Waits, einem musikalischen Theaterstück über den Sänger Tom Waits. Von März bis Mai 2014 spielte er am Das-Da-Theater in Aachen die Rolle des Bandmanagers Leo in der Theater-Produktion Morgenstern der Autorin und Regisseurin Maren Dupont.
Seyfarth wurde im Juni 2014 als Mitglied des Schauspielensembles des Deutsch-Sorbischen Volkstheaters in Bautzen engagiert. Dort trat er zunächst als Oberbefehlshaber Hurgo und als Spanisch sprechender Matrose in Gullivers Reisen (Premiere: Juli 2014) beim Bautzener Theatersommer auf. Weitere Rollen, u. a. als Übernahmen, waren Elliott Butler in der Boulevardkomödie Endlich allein von Laurence Roman (Premiere: Dezember 2013; Rollenübernahme) und der junge Vater Frankie in dem Liederabend Eltern von Franz Wittenbrink (Premiere: November 2014).
Seyfarth spielte in Bautzen außerdem Jamie/Axel in Schlechter Sex von Mia Mang (Premiere: März 2011; Rollenübernahme), Amy Winehouse in der Travestie-Revue Unbeschreiblich weiblich – Daphne hat Geburtstag (Premiere: Dezember 2011; Rollenübernahme), die Rollen Mörschel/Schulz/Heillbutt in Kleiner Mann – was nun? (Premiere: Februar 2015), Häuptling Bromden in Einer flog über das Kuckucksnest (Premiere: Mai 2015) und Freddy Eynsford-Hill in dem Musical My Fair Lady (Premiere: Juni 2015 im Rahmen des Bautzener Theatersommers).
In der Spielzeit 2015/16 war er in dem Märchenstück Väterchen Frost (Premiere: Oktober 2015) in über 30 Aufführungen einer der Hauptdarsteller.
Seyfarth spielte Hauptrollen in verschiedenen Kurzfilmen, Hochschulfilmen und Diplomfilmen. In dem kanadischen Kinofilm Kingdom Come (2013) übernahm er 2014 in der deutschen Synchronfassung die Rolle des Nadihr. In der 10. Staffel der ZDF-Serie Notruf Hafenkante (2015) war Seyfarth in einer Episodenrolle zu sehen. Er spielte Lenny Schmidt, einen arbeitslosen, früheren Gesellen in einem Gas- und Wasserinstallationsbetrieb. Seit Februar 2022 spielt er die Rolle des geheimnisvollen und smarten Reiseleiters und Busfahrers David Junker in der deutschen Daily Soap Unter uns.
Seyfarth tritt auch als Musiker auf. Als Kind lernte er verschiedene Percussionsinstrumente. Ab dem Alter von zwölf Jahren spielte er Schlagzeug in der Big-Band seiner Schule in Lima. 2004 gründete er eine Funk Rock-Band. Er trat mit Coverbands auf, hatte Solo-Auftritte als Trommler in verschiedenen Clubs in Nordrhein-Westfalen, war Cajón-Spieler in einer afroperuanischen Folklore-Kapelle und ist Schlagzeuger der Band The Auroras (mit Indierock).
Seyfarth lebt nach mehreren Jahren in Bonn und Dresden mittlerweile wieder in Bonn; sein Auslandswohnsitz ist Lima.

## Filmografie (Auswahl)
- 2009: Armer Ritter (Kinofilm)
- 2010: Herr Z. im Garten (Kurzfilm)
- 2012: TrEnamorado – Ein Großstadtliebesmärchen (Kurzspielfilm)
- 2013: Vergeltung (Kurzspielfilm)
- 2013: Schluckauf (Kurzspielfilm;  Georg-Simon-Ohm Berufskolleg Köln)
- 2013: Schicksale – und plötzlich ist alles anders (Fernsehserie; Episodenhauptrolle)
- 2015: Notruf Hafenkante (Fernsehserie; Folge: Hund und Katze)
- 2016–2017: VBQ: Todo por la fama (Fernsehserie, Peru)
- 2018: No Me Digas Solterona (Fernsehserie, Peru)
- 2018: Caiga quien caiga (Kinofilm, Peru)
- 2019: Señores Papis (Fernsehserie, Peru)
- 2020: Sí mi amor, la película (Kinofilm, Peru)
- seit 2022: Unter uns (Fernsehserie, Deutschland)